# Вірменія на літніх Олімпійських іграх 1996
Вірменія на літніх Олімпійських іграх 1996 в Атланті була представлена 32 спортсменами (30 чоловіків і 2 жінки) у 38 дисциплінах 11 видів спорту. Це були перші Олімпійські ігри в історії незалежної Вірменії і другі загалом (після зимових Олімпійських ігор 1994 року). Здобуто одну золоту і одну срібну нагороди. Це були перші олімпійські нагороди в історії незалежної Вірменії. Золота медаль, здобута на цій Олімпіаді борцем греко-римського стилю Арменом Назаряном, залишається поки що єдиною в активі збірної Вірменії до 2016 року. На наступних літніх Олімпійських іграх 2000 року в Сіднеї він знову здобув золоту нагороду, але вже виступаючи за збірну Болгарії. Срібну нагороду здобув теж борець, але вільного стилю Армен Мкртчян. Наступної срібної нагороди довелося чекати аж 16 років. Її завойовано на літніх Олімпійських іграх 2012 року в Лондоні.

## Медалісти
| Медаль | Спортсмен     | Вид спорту | Дисципліна                    |
| ------ | ------------- | ---------- | ----------------------------- |
| Золото | Армен Назарян | Боротьба   | греко-римська боротьба, 52 кг |
| Срібло | Армен Мкртчян | Боротьба   | вільна боротьба, 48 кг        |

## Учасники
| Вид спорту           | Чоловіки | Жінки | Всього |
| -------------------- | -------- | ----- | ------ |
| Бокс                 | 4        | 0     | 4      |
| Боротьба             | 8        | 0     | 8      |
| Важка атлетика       | 10       | 0     | 10     |
| Велоспорт            | 1        | 0     | 1      |
| Дзюдо                | 1        | 0     | 1      |
| Легка атлетика       | 2        | 0     | 2      |
| Плавання             | 0        | 1     | 1      |
| Спортивна гімнастика | 1        | 0     | 1      |
| Стрільба             | 1        | 1     | 2      |
| Стрільба             | 1        | 0     | 1      |
| Теніс                | 1        | 0     | 1      |
| Усього               | 30       | 2     | 32     |

## Бокс
| Категорія      | Спортсмен | 1/32                             | 1/16                        | Чвертьфінал        | Півфінал           | Фінал              | Місце      |
| Категорія      | Спортсмен | Суперник Результат               | Суперник Результат          | Суперник Результат | Суперник Результат | Суперник Результат | Місце      |
| -------------- | --------- | -------------------------------- | --------------------------- | ------------------ | ------------------ | ------------------ | ---------- |
| Ншан Мунчян    | до 48 кг  | Bye                              | Данієль Петров (BUL) L 5–11 | не пройшов         | не пройшов         | не пройшов         | не пройшов |
| Лернік Папян   | до 51 кг  | Кадзумаса Цудзімото (JPN) W 10–5 | Маікро Ромеро (CUB) L 6–22  | не пройшов         | не пройшов         | не пройшов         | не пройшов |
| Артур Геворгян | до 57 кг  | Елвіс Конамегві (CMR) W 10–3     | Флойд Мейвезер (USA) L 3–16 | не пройшов         | не пройшов         | не пройшов         | не пройшов |
| Мехак Казарян  | до 60 кг  | Bye                              | Майкл Стрендж (CAN) L 7–16  | не пройшов         | не пройшов         | не пройшов         | не пройшов |

## Боротьба
Греко-римська боротьба
| Спортсмен      | Категорія | Раунд 1                        | Раунд 2                              | Раунд 3                     | Раунд 4                          | Раунд 5                       | Фінал                        | Фінал |
| Спортсмен      | Категорія | Суперник Результат             | Суперник Результат                   | Суперник Результат          | Суперник Результат               | Суперник Результат            | Суперник Результат           | Місце |
| -------------- | --------- | ------------------------------ | ------------------------------------ | --------------------------- | -------------------------------- | ----------------------------- | ---------------------------- | ----- |
| Армен Назарян  | −52 кг    | Андрій Калашников (UKR) W 10-0 | Ха Те Йон (KOR) W 12-2               | Самвел Данієлян (RUS) W 3-0 | Ласаро Рівас (CUB) W 7-1         | n/a                           | Брендон Полсон (USA) W 5-1   | 1     |
| Агасі Манукян  | −57 кг    | Набіл Салхі (TUN) W 4-0        | Руслан Хакимов (UKR) L 0-11          | Вілаєт Акаєв (AZE) L 2-7    | не пройшов                       | не пройшов                    | не пройшов                   | 13    |
| Мхітар Манукян | −62 кг    | Гуохон Гу (CHN) W 11-0         | Григорій Комишенко (UKR) L 2-3       | Усама Азіз (SWE) W 4-0      | Чой Сан Сун (KOR) W 5-0 Fall     | Мехмет Акіф Пірім (TUR) L 4-9 | Сергій Мартинов (RUS) W WO   | 7     |
| Самвел Манукян | −68 кг    | Ялчин Карапінар (TUR) L 0-3    | Хосе Ескобар (COL) W 12-0            | Колін Дейнс (CAN) W 9-3     | Олександр Третьяков (RUS) L 0-4  | не пройшов                    | не пройшов                   | 10    |
| Левон Гегамян  | −82 кг    | Мартін Лідберг (SWE) L 0-2     | Петер Фаркаш (HUN) W 4-0             | Павел Фрінта (CZE) W 3-2    | Олександр Йованчевич (YUG) W 2-0 | Даулет Турлиханов (KAZ) L 1-3 | Раатбек Санатбаєв (KGZ) W WO | 7     |
| Цолак Єкішян   | −90 кг    | Нандор Геленеші (HUN) W 5-1    | Йорданіс Константінідіс (GRE) L 0-12 | Рози Реджепов (TKM) W 5-2   | Олександр Сидоренко (BLR) L 1-3  | не пройшов                    | не пройшов                   | 9     |

Вільна боротьба
| Спортсмен      | Категорія | Раунд 1                    | Раунд 2                 | Раунд 3                  | Раунд 4                       | Раунд 5                    | Фінал                     | Фінал |
| Спортсмен      | Категорія | Суперник Результат         | Суперник Результат      | Суперник Результат       | Суперник Результат            | Суперник Результат         | Суперник Результат        | Місце |
| -------------- | --------- | -------------------------- | ----------------------- | ------------------------ | ----------------------------- | -------------------------- | ------------------------- | ----- |
| Армен Мкртчян  | −48 кг    | Хосе Рестрепо (COL) W 10-0 | Роб Ейтер (USA) W 9-2   | Алексіс Віла (CUB) W 4-2 | Віталій Райлян (MDA) W 7-2    | n/a                        | Кім Іль Йон (KOR) L 4-5   | 2     |
| Араїк Геворгян | −68 кг    | Ахмад Аль-Оста (SYR) W 9-1 | Олег Гоголь (BLR) W 3-2 | Bye                      | Таунсенд Саундерс (USA) L 0-4 | Йосвані Санчес (CUB) L 4-8 | Хванг Санг Го (KOR) W 0-0 | 5     |

## Важка атлетика
| Спортсмен           | Дисципліна   | Ривок (кг) | Поштовх (кг) | Разом (кг)   | Місце        |
| ------------------- | ------------ | ---------- | ------------ | ------------ | ------------ |
| Едуард Дарбінян     | до 64 кг     | 132.5      | 160          | 292.5        | 12           |
| Ісраел Мілітосян    | до 70 кг     | 152.5      | 182.5        | 335          | 6            |
| Гайк Єкязарян       | до 70 кг     | 145        | 180          | 325          | 12           |
| Говганнес Барсекян  | до 76 кг     | 155        | 190          | 345          | 8            |
| Хачатур Кяпанакцян  | до 76 кг     | 165        | не фінішував | не фінішував | не фінішував |
| Серго Чахоян        | до 83 кг     | 170        | 195          | 365          | 6            |
| Олександр Карапетян | до 91 кг     | 167.5      | 200          | 367.5        | 13           |
| Акван Григорян      | до 99 кг     | 175        | 205          | 380          | 8            |
| Ара Варданян        | до 108 кг    | 180        | 215          | 395          | 7            |
| Ашот Даніелян       | понаж 108 кг | 177.5      | 217.5        | 395          | 13           |

## Велоспорт
| Athlete       | Event                   | Time         | Rank         |
| ------------- | ----------------------- | ------------ | ------------ |
| Арсен Газарян | групова гонка, чоловіки | не фінішував | не фінішував |

## Гімнастика

### Спортивна гімнастика
| Спортсмен      | Дисципліна         | Кваліфікація | Кваліфікація | Фінал      | Фінал      |
| Спортсмен      | Дисципліна         | Результат    | Місце        | Результат  | Місце      |
| -------------- | ------------------ | ------------ | ------------ | ---------- | ---------- |
| Норайр Саргсян | абсолютна першість | 110.211      | 50           | не пройшов | не пройшов |

## Дзюдо
| Арсен Геворгян | до 78 кг, чоловіки | Bye | Юань Чао (CHN) L | не пройшов | не пройшов | не пройшов | не пройшов | не пройшов |

## Легка атлетика
| Спортсмен        | Дисципліна                  | Гіт/Кваліфікація | Гіт/Кваліфікація | Фінал      | Фінал      |
| Спортсмен        | Дисципліна                  | Результат        | Місце            | Результат  | Місце      |
| ---------------- | --------------------------- | ---------------- | ---------------- | ---------- | ---------- |
| Роберт Емміян    | стрибки у довжину, чоловіки | 7.76             | 28               | не пройшов | не пройшов |
| Армен Мартиросян | потрійний стрибок, чоловіки | 16.74            | 5 Q              | 16.97      | 5          |

## Плавання
| Ануш Манукян | 100 м брасом, жінки | 1:20.70 | 45 | не пройшла | не пройшла |

## Стрибки у воду
| Спортсмен         | Дисципліна                  | Кваліфікація | Кваліфікація | Півфінал   | Півфінал   | Фінал      | Фінал      |
| Спортсмен         | Дисципліна                  | Бали         | Місце        | Бали       | Місце      | Бали       | Місце      |
| ----------------- | --------------------------- | ------------ | ------------ | ---------- | ---------- | ---------- | ---------- |
| Ованес Автандилян | вишка, 10 метрів (чоловіки) | 275.64       | 32           | не пройшов | не пройшов | не пройшов | не пройшов |
| Арус Гюльбудакян  | трамплін, 3 м (жінки)       | 228.72       | 20           | не пройшла | не пройшла | не пройшла | не пройшла |

## Стрільба
| Спортсмен      | Дисципліна                                       | Кваліфікація | Кваліфікація | Фінал      | Фінал      |
| Спортсмен      | Дисципліна                                       | Бали         | Місце        | Бали       | Місце      |
| -------------- | ------------------------------------------------ | ------------ | ------------ | ---------- | ---------- |
| Грачія Петикян | Гвинтівка з трьох положень, 50 метрів (чоловіки) | 1164         | 13           | не пройшов | не пройшов |

## Теніс
| Спортсмен      | Дисципліна                 | 1/64                           | 1/32                                | 1/16               | Чвертьфінал        | Півфінал           | Фінал              | Фінал      |
| Спортсмен      | Дисципліна                 | Суперник Результат             | Суперник Результат                  | Суперник Результат | Суперник Результат | Суперник Результат | Суперник Результат | Місце      |
| -------------- | -------------------------- | ------------------------------ | ----------------------------------- | ------------------ | ------------------ | ------------------ | ------------------ | ---------- |
| Саргіс Саргсян | одиночний турнір, чоловіки | Деніел Нестор (CAN) W 6–4, 6–4 | Томас Енквіст (SWE) L 6–4, 6–7, 4–6 | не пройшов         | не пройшов         | не пройшов         | не пройшов         | не пройшов |